# Mária Mikolajová
Mária Mikolajová (Spišský Hrušov, 13 giugno 1999) è una calciatrice slovacca, centrocampista del St. Pölten e della nazionale slovacca.

## Carriera

### Club
Nata e cresciuta orfana del padre già in tenerissima età a Spišský Hrušov, piccolo centro abitato del distretto di Spišská Nová Ves, nella regione di Košice, Mikolajová si appassiona al calcio tesserandosi con il club locale, dimostrando negli anni seguenti una sempre migliore capacità di gioco emergendo tra i suoi coetanei tanto da guadagnarsi un posto, e in seguito anche il ruolo di capitano, nella squadra degli alunni più grandi di Spišská Nová Ves dal sesto anno di scuola elementare.
Le sue prestazioni attraggono l'attenzione degli osservatori del Partizán Bardejov che, terminata la scuola elementare, la chiamano per vestire la maglia del club con sede a Bardejov, società in quegli anni leader della I. liga žien, massimo livello del campionato slovacco di categoria, opportunità che coglie per spostarsi nella città termale anche per frequentare il locale istituto alberghiero. Ben presto inserita nella rosa della prima squadra, contribuisce nelle quattro stagioni al Partizan alla conquista di diversi trofei di squadra, e, a conferma delle sue capacità, nel marzo 2016 riceve il premio di Talento dell'anno 2015 e l'anno successivo è inserita, assieme alla compagna dl club Monika Havranová, nella squadra dell'anno. Al termine della stagione 2016-2017 festeggia con le compagne la conquista del suo primo titolo di campione di Slovacchia, il primo di categoria per il club, e il double campionato-coppa, trofeo quest'ultimo che aveva già conquistato la stagione precedente. Grazie ai risultati ottenuti Mikolajová ha l'opportunità di disputare la UEFA Women's Champions League, debuttando nel torneo internazionale per club il 22 agosto 2017, nel primo degli incontri del gruppo 1 della fase preliminare di qualificazione dell'edizione 2017-2018, la sconfitta per 4-0 con le lituane del Gintra Universitetas, e marcando un'altra presenza tre giorni più tardi con le turche del Konak. Per due stagioni inoltre conquista il vertice della classifica marcatrici del campionato, 16 reti nella 2015-2016 e 20 in quella successiva, che con i 13 gol della stagione inaugurale e i 22 in quella che sarà la sua ultima con il Partizan arrivano a un totale di 71 centri, notevole bottino per il suo ruolo naturale di centrocampista.
Nell'estate 2018 si trasferisce alle campionesse ceche in carica dello Sparta Praga, a disposizione del tecnico Peter Bartalský al centro del centrocampo della squadra della capitale Praga, ruolo che era stato fino a quel momento di Antonie Stárová appena trasferitasi negli Stati Uniti d'America. Qui rimane una sola stagione, tornando a disputare la Champions League femminile, nell'edizione 2018-2019, dove la sua nuova squadra viene subito eliminata ai sedicesimi di finale dalle olandesi dell'Ajax, e festeggiando la conquista del suo primo titolo all'estero, la vittoria del campionato ceco.
Durante la sessione estiva di calciomercato 2019 decide di affrontare una nuova avventura all'estero, scegliendo questa volta il campionato austriaco, firmando un contratto con le campionesse in carica del St. Pölten. Sotto la guida tecnica della brasiliana Celia Liese Brancao Ribeiro fa il suo debutto in ÖFB Frauen Bundesliga il 18 agosto, alla 1ª giornata di campionato, dove scesa in campo da titolare contribuisce alla vittoria siglando il suo primo gol "austriaco" fissando il risultato sul 6-0 con l'SKV Altenmarkt. Rimane legata al club austriaco per le stagioni a seguire, vincendo tre titoli consecutivi, a parte quello della stagione 2019-2020 non assegnato per il blocco delle attività sportive in relazione alla pandemia di COVID-19 in Austria, e disputando nuovamente la Champions League, raggiungendo il miglior piazzamento con gli ottavi di finale dell'edizione 2020-2021 eliminata dalle svedesi del Rosengård.

### Nazionale
Mikolajová inizia ad essere convocata dalla Federcalcio slovacca fin dal 2014, vestendo inizialmente la maglia della formazione Under-17 allenata da Branislav Petrović e impegnata nelle qualificazioni all'Europeo di Islanda 2015, debuttando in quest'occasione con la rappresentativa del suo paese giocando tutti i sei incontri delle due fasi e indossando la fascia di capitano senza che la Slovacchia riesca ad accedere alla fase finale. Rimasta in quota anche per le successive qualificazioni all'Europeo di Bielorussia 2016, scende in campo in tutti i tre incontri del gruppo H dove però la sua nazionale con due sconfitte e una sola vittoria, 5-0 sulla Romania dove è anche autrice di una doppietta, viene eliminata già in questa fase.
Nel 2016, appena diciassettenne, arriva anche la chiamata in Under-19, inserita in rosa con la squadra, sempre affidata a Petrović, che affronta in casa l'Europeo 2016 di categoria in quanto rappresentativa della nazione organizzatrice della fase finale. Il tecnico la impiega in tutti i tre incontri del gruppo A, dove la Slovacchia si rivela incapace di competere allo stesso livello delle avversarie rimediando una doppia sconfitta per 6-0 con Paesi Bassi e Francia mentre l'ultimo incontro con la Norvegia, ininfluente per il passaggio del turno, viene sospesa e non più ripresa per impraticabilità del campo. Data la sua giovane età Mikolajová riesce a disputare le qualificazioni sia all'Europeo di Irlanda del Nord 2017, dove segna al Montenegro i suoi primi gol in U-19, che a quelle di Svizzera 2018, anche qui siglando una rete, l'unica nella pesante sconfitta per 5-1 con la Danimarca, qualificazioni che si interrompono in entrambi i tornei già alla prima fase.
Nel frattempo, già dai primi mesi del 2015, il commissario tecnico Zsolt Pakusza la convoca per una sessione di allenamento con la nazionale maggiore in vista dell'impegno in Istria Cup 2015, tuttavia per il debutto deve attendere ancora qualche mese scendendo in campo, da titolare e poco più che sedicenne, in occasione dell'incontro del 1º dicembre vinto 4-0 sulla Moldavia, incontro valido per le qualificazioni, nel gruppo 4, all'Europeo dei Paesi Bassi 2017. Rimasta nel giro della nazionale, Pakusza la chiama nuovamente nel corso delle qualificazioni, nel gruppo 3 della zona UEFA, al Mondiale di Francia 2019, marcando 5 presenze tra l'ottobre 2017 e l'agosto 2018, con la Slovacchia che si rivela incapace di competere alla pari con le avversarie subendo 7 sconfitte su 8 incontri.
L'arrivo del nuovo ct Peter Kopún non muta la fiducia nella centrocampista, inserita nella rosa in occasione della partecipazione alla Cyprus Cup 2019, con la sua nazionale che ottiene solamente il 12º e ultimo posto, poi all'edizione successiva caratterizzata da un'inedita formula a sei squadre, poi ridotte a cinque per la rinuncia della Thailandia, e dove la Slovacchia si classifica all'ultimo posto. Nel frattempo disputa sia le qualificazioni all'Europeo di Inghilterra 2022 che quelle al Mondiale di Australia e Nuova Zelanda 2023, in entrambi i casi non riuscendo ad accedere alla fase finale, e la Pinatar Cup 2022, dove la sua nazionale viene fermata ai quarti di finale dal Belgio, selezione che poi si aggiudica il trofeo.

## Palmarès

### Club
- Campionato slovacco femminile: 1

Partizán Bardejov: 2016-2017
- Campionato ceco: 1

Sparta Praga: 2018-2019
- Campionato austriaco: 2

St. Pölten: 2020-2021, 2021-2022
- Coppa della Slovacchia femminile: 2

Partizán Bardejov: 2015-2016, 2016-2017
- Coppa della Repubblica Ceca femminile: 1

Sparta Praga: 2018-2019
- Coppa d'Austria: 1

St. Pölten: 2021-2022

### Individuale
- Capocannoniere del campionato slovacco:2

2015-2016, 2016-2017